# 서울서교초등학교
서울서교초등학교(西橋初等學校)는 대한민국 서울특별시 마포구 서교동에 있는 공립 초등학교이다.

## 학교 연혁
- 1962년 7월 12일: 서울서교초등학교 개교
- 1962년 11월 12일: 초대 박순배 교장 부임
- 1965년 2월 10일: 제 1회 졸업식(264명)
- 2022년 7월 12일: 개교 60주년

## 참고 자료
- 서울서교초등학교 - 한국교육학술정보원 학교알리미